# 羽根つき餃子

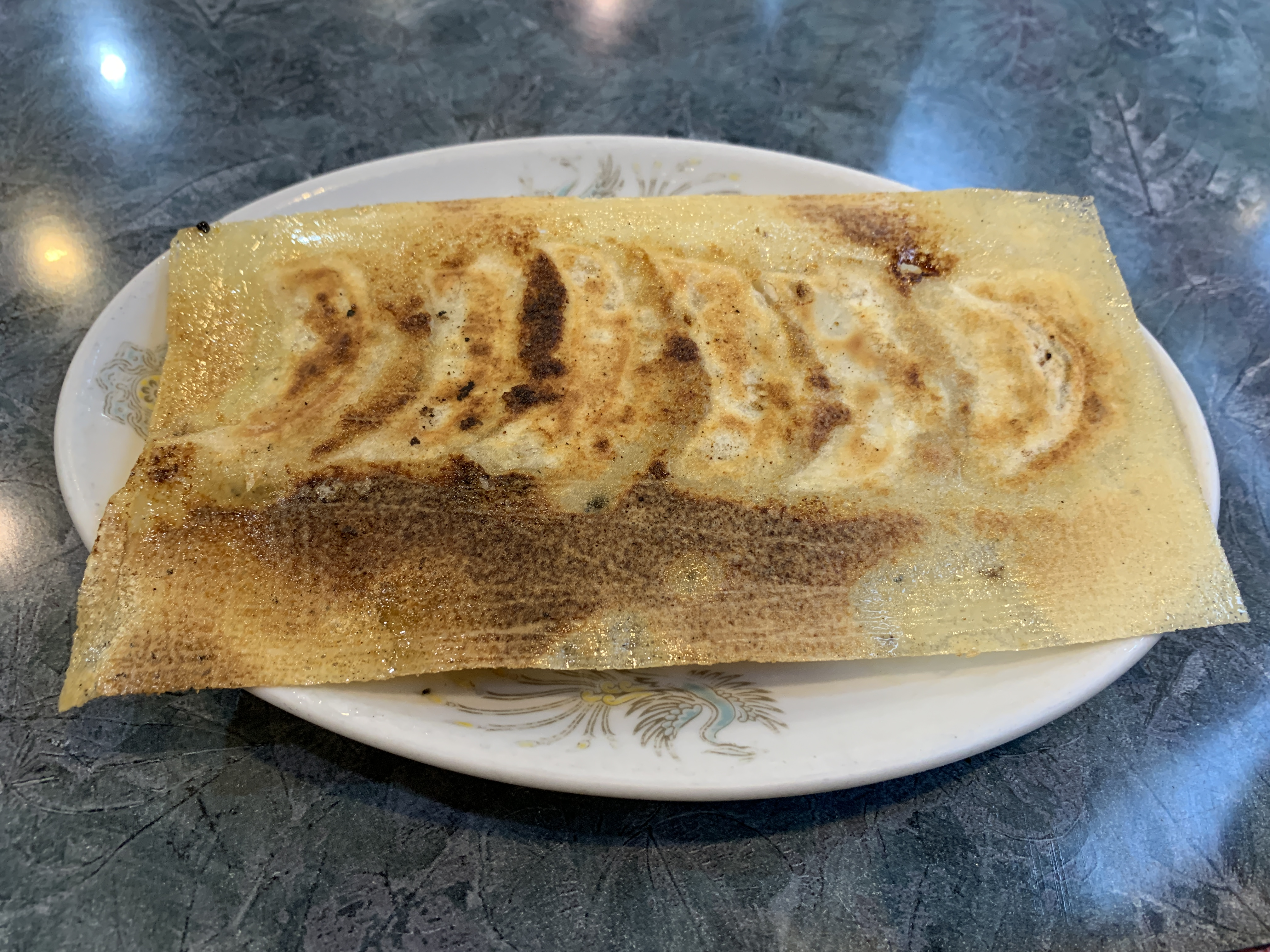
羽根つき餃子の例（調布市）

羽根つき餃子（はねつきぎょうざ）とは、焼き餃子の一種であり、餃子の周囲にパリパリとした薄皮がついたもの。

## 概要
餃子の周りの薄皮が翼を広げた姿に見えることから「羽根つき」と呼ばれる。
餃子の周り（あるいは餃子の間）に薄皮が広がっているという見た目に加え、パリパリとした食感の羽根とジューシーな餃子の餡とのコントラストが楽しめる料理である。
東京都大田区蒲田の「你好」（ニイハオ）、「金春」（コンパル）、「歓迎」（ホアンヨン）が羽根つき餃子の「御三家」とされ、「你好」が発祥と言われている。
蒲田は、「你好」の成功を受けて羽根つき餃子を提供する店が続々と開業し、しだいに「餃子の街」と呼ばれるようになった。

## 発祥
以下のような説がある。
- 「你好」創業者の八木功が中華人民共和国・大連市の焼き肉饅頭をヒントに考案した[2]。
- 店主が冷めた水餃子を温めるために焼いてみたら、スープや粉が落ちて羽根ができた[4]。

## 作り方の例
家庭で冷凍餃子などを使って作る場合の例を以下に記す。
1. 小麦粉、または片栗粉を水に溶いておく。
2. フライパンにすき間を空けて餃子を並べる。
3. 水溶きした小麦粉（片栗粉）をフライパン全体にまわしかける。
4. フライパンに蓋をし、火を弱めの中火にして蒸し焼きにし、水気が少なくなったら蓋をあけ、強めの中火にし、水気を飛ばす。

2014年より、冷凍食品の「大阪王将 羽根つき餃子」が発売されている。